# Stora Liachvi
Stora Liachvi, eller Didi Liachvi (georgiska: დიდი ლიახვი), ofta bara Liachvi (ლიახვი), är ett vattendrag i Georgien. Det ligger i den centrala delen av landet och går tvärs igenom utbrytarrepubliken Sydossetiens huvudstad Tschinvali. Stora Liachvi mynnar som vänsterbiflod i Kura (Mtkvari).